# Kotisaari (ö i Södra Savolax, S:t Michel, lat 61,19, long 27,35)
Kotisaari är en ö i Finland. Den ligger i sjön Vieruenjärvi och i kommunen Mäntyharju i den ekonomiska regionen  S:t Michel och landskapet Södra Savolax, i den södra delen av landet, 170 km nordost om huvudstaden Helsingfors. Öns area är 0,8 hektar och dess största längd är 140 meter i sydöst-nordvästlig riktning.